# Кадир Хас (стадион)
«Кади́р Хас» (тур. Kayseri Kadir Has Şehir Stadyumu) — стадион в городе Кайсери, Турция.
Был открыт 8 марта 2009 года футбольным матчем «Кайсериспор» — «Фенербахче». «Кадис Хас» — домашняя арена «Кайсериспора». Вмещает 32 846 человек (полностью сидящие).
Новая система легкого метро в Кайсери, Kayseray, проходит недалеко от стадиона.
Первый международный матч (Турция — Эстония) состоялся 5 сентября 2009 года. Стадион входил в заявку Турции на Евро-2016.